# Convención de Yaundé
La Convención de Yaoundé fue un acuerdo de intercambio comercial y cooperación firmado en Yaundé, Camerún entre la CEE e inicialmente 18 excolonias europeas (Francia y Bélgica) del África en 1963. El convenio es la extensión del Fondo Europeo de Desarrollo creado en 1957 por el Tratado de Roma. Este Fondo consistía en ayuda técnica y económica con los países o territorios ante los cuales los países integrantes de la CEE tuvieran vínculos históricos. Se garantiza de esta forma el suministro de materias primas agrícolas y mineras a la CEE y los precios y acceso de mercados para los productores ante la CEE.
Las versiones de la Convención han sido:
- Yaundé I (1963-1969) – firmada por 18 países y la CEE
- Yaundé II (1969-1975) – 21 países

Reemplazada en 1975 por la Convención de Lomé, por el ingreso de Reino Unido a la CEE.
Países integrantes Convención: (No europeos):

Benín (1963), Alto Volta (Burkina Faso) (1963), Burundi (1963), Camerún (1963), República Centroafricana (1963), Chad (1963), República del Congo (1963), Zaire (República Democrática del Congo) (1963), Costa de Marfil (1963), Gabón (1963), Madagascar (1963), Malí (1963), Mauritania (1963), Níger (1963), Ruanda (1963), Senegal (1963), Somalia (1963), Togo (1963), Kenia (1969), Tanzania (1969) y Uganda (1969)
- Datos: Q1757722